# 踩過界系列
《踩過界系列》（英語：Legal Mavericks Series）是愛奇藝與香港電視廣播有限公司製作的劇集系列，直至現在共有兩輯，第一輯於2017年播放，第二輯於2020年播放，並計劃開拍第三輯。劇集主要講述盲人大律師文申俠與朋友為了公義「踩過界」，透過灰色手法尋求事情的真相。

## 劇集介紹

### 《踩過界》
英語：，中國大陸譯名《盲俠大律師》。
```
介紹：失明大律師文申俠(王浩信 飾)，因失明而努力練就出「超強四感」；律師樓「女師爺」趙正妹(蔡思貝 飾)，擁有江湖背景；女法官王勵凡(李佳芯 飾)，勇於抗衡司法界的保守文化；私家偵探谷一夏(張振朗 飾)，以灰色手法蒐證，四人為了公義，縱然「踩界」亦義無反顧!
```

查看踩過界條目 踩過界官方網頁 （页面存档备份，存于）

### 《踩過界II》
英語：，中國大陸譯名《盲俠大律師2020》。
```
介紹：綽號「盲俠」的失明大律師文申俠擁有超強四感，他聯同女師爺趙正妹、私家偵探谷一夏為弱勢社群爭取公義，不惜採取「踩界」手法。大律師邵美娜主動接近申俠，二人及後會於法庭對壘，在美娜背後支援的還有其師父簡紹宏。申俠於多年前的實習期曾拜紹宏為師，期間卻因一宗無屍命案而師徒決裂；申俠提出新證據為被告上訴，與紹宏再次交鋒，引發連場惡鬥！美娜的出現，同時亦令申俠、正妹、一夏這個鐵三角組合的關係，產生微妙變化……
```

查看踩過界II條目 踩過界II官方網頁 （页面存档备份，存于）

## 演員
（部分主演及案件角色的演員未有列出）
| 演員   | 角色   | 踩過界 （第一輯） | 踩過界II （第二輯） |
| 王浩信 | 文申俠 |                   |                     |
| 蔡思貝 | 趙正妹 |                   |                     |
| 張振朗 | 谷一夏 |                   |                     |
| 李佳芯 | 王勵凡 |                   |                     |
| 朱千雪 | 戴天恩 |                   | （聲演）            |
| 張曦雯 | 邵美娜 |                   |                     |
| 秦沛   | 簡紹宏 |                   |                     |
| 簡淑兒 | 郭琳   |                   |                     |
| 姜麗文 | 江寶釵 |                   |                     |
| 秦煌   | 趙翔鳳 |                   |                     |
| 黃子恆 | 華鎮岳 |                   |                     |
| 林韋辰 | 韋國涵 |                   |                     |
| 李漫芬 | 寶貝怡 |                   |                     |